# Giorni di rose
Giorni di rose è il dodicesimo album di Paola Turci, secondo capitolo della trilogia iniziata con Attraversami il cuore, pubblicato il 27 aprile 2010 dall'etichetta discografica Universal.
L'album è stato prodotto, arrangiato e realizzato da Alessandro Canini e ha segnato il ritorno della cantante in veste di interprete; i brani contenuti in questo disco sono infatti scritti da amiche e colleghe della cantautrice romana, con l'attenzione tutta concentrata sull'universo femminile e la sua forza. Al disco hanno quindi contribuito Carmen Consoli, Nada Malanima, Marina Rei, Chiara Civello, Naïf Hérin, Grazia Verasani e Ginevra Di Marco.
Il primo singolo estratto è Danza intorno al sole, scritto dall'accoppiata Carmen Consoli e Nada Malanima.
Nell'album è contenuta anche la cover di Lunaspina, scritta da Ivano Fossati per Fiorella Mannoia e ricantata per l'occasione proprio con l'interprete originale.
Il disco ha raggiunto la posizione numero 19 della classifica italiana degli album.

## Tracce
CD (Universal 0602527388625)
1. Danza intorno al sole – 3:47 (testo: N. Malanima – musica: C. Consoli)
2. Il cielo sopra di noi – 3:23 (M. Rei)
3. Lunaspina (feat. F. Mannoia) – 3:38 (I. Fossati)
4. Cuore distratto – 3:13 (C. Civello - R. H. Barroso Huthmacher - J. B. Carneiro de Albuquerque Falcão)
5. Tous les jours (feat. N. Hérin) – 3:53 (N. Hérin)
6. Goccia – 2:58 (N. Hérin)
7. Odiarti e amarti così – 4:23 (G. Verasani)
8. Giorni di rose – 4:59 (testo: G. Di Marco – musica: C. Della Monica - D. Della Monica - F. Magnelli - G. Di Marco)

Durata totale: 30:14

## Formazione
- Paola Turci – voce, cori, chitarra acustica
- Carmen Consoli – chitarra acustica, cori
- Alessandro Canini – basso, pianoforte, Fender Rhodes, sintetizzatore, chitarra acustica, chitarra elettrica, mandolino, vibrafono, banjo, batteria, percussioni, mandola
- Niccolò Fabi – chitarra acustica
- Francesco Valente – chitarra acustica
- Fabio Pignatelli – basso
- Marco Rinalduzzi – chitarra acustica
- Massimo Calabrese – basso
- Marina Rei – batteria, cori
- Pierpaolo Ranieri – contrabbasso

## Classifica
| Posizione | 19 | 25 | 49 | 52 | 72 | 95 | - |